# Torneo di Wimbledon 1914
Il Torneo di Wimbledon 1914 è stata la 38ª edizione del Torneo di Wimbledon e terza prova stagionale dello Slam per il 1914.
Si è giocato sui campi in erba dell'All England Lawn Tennis and Croquet Club di Wimbledon a Londra in Gran Bretagna. 
Il torneo ha visto vincitore nel singolare maschile l'australiano Norman Brookes
che ha sconfitto in finale in 3 set il neozelandese Anthony Wilding con il punteggio di 6–4 6–4 7–5.
Nel singolare femminile si è imposta la britannica Dorothea Lambert-Chambers che ha battuto in finale in 2 set la connazionale Ethel Larcombe.
Nel doppio maschile hanno trionfato Norman Brookes e Anthony Wilding, 
il doppio femminile è stato vinto dalla coppia formata da Elizabeth Ryan e Agnes Morton e 
nel doppio misto hanno vinto Ethel Thomson Larcombe con James Parke.

## Risultati

### Singolare maschile
Norman Brookes ha battuto in finale  Anthony Wilding con il punteggio di 6–4 6–4 7–5

### Singolare femminile
Dorothea Lambert-Chambers ha battuto in finale  Ethel Larcombe con il punteggio di 7–5, 6–4

### Doppio maschile
Norman Brookes /  Anthony Wilding hanno battuto in finale  Herbert Roper-Barrett /  Charles Dixon con il punteggio di 6–1, 6–1, 5–7, 8–6

### Doppio femminile
Elizabeth Ryan /   Agnes Morton hanno battuto in finale  Ethel Larcombe /  Edith Hannam con il punteggio di 6–1, 6–3

### Doppio misto
Ethel Thomson Larcombe /  James Parke hanno battuto in finale  Marguerite Broquedis /  Anthony Wilding con il punteggio di 4–6, 6–4, 6–2